# Legislativní dvůr
Legislativní dvůr či Legislativní Jüan (tradiční znaky: 立法院; hanyu pinyin: Lìfǎ yuàn; tchajwansky: Li̍p-hoat-īⁿ; český přepis: Li-fa jüan; též Legislativní Yuan) je jednokomorový zákonodárný sbor Tchaj-wanu. Sídlo Legislativního dvora se nachází v Tchaj-peji ve čtvrti Čung-čeng. Ve správním systému Tchaj-wanu (úředně nazývaný též Čínská republika) se jedná o nejvyšší zákonodárnou moc a je proto často označován za parlament.

## Volební systém
Legislativní dvůr má 113 poslanců volených smíšeným systémem na čtyřleté období.
- Ve 73 volebních obvodech je zvolen vždy jeden poslanec přímo dle většinového volebního systému. Voliči tedy hlasují pro kandidáta.
- Dalších 6 poslanců je zvoleno přímo původním obyvatelstvem Tchaj-wanu.
- Zbylých 34 poslanců je zvoleno na základě poměrného volebního systému na celostátní úrovní skrze druhý hlasovací lístek. Volič tedy volí stranu. Zde je nastavena 5% uzavírací klauzule a pro každou stranu musí být alespoň polovina zvolených zákonodárců žena. Pro tyto místa mohou hlasovat i Tchajwanci žijící v zahraničí.

## Aktuální složení parlamentu
Poslední volby do Legislativní dvora se uskutečnili v 13. ledna 2024. Volební účast činila 71,79% z celkového počtu 19 566 007 registrovaných voličů. Pětiprocentní volební klauzuli překonaly celkem tři strany: DPP, Kuomintang a Tchajwanská lidová strana. K dosažení nadpoloviční většiny je třeba 57 míst.
| Strana | Strana                        | Předseda      | Celkem | Celkem | Celkem | Obvodové a domorodé mandáty | Obvodové a domorodé mandáty | Obvodové a domorodé mandáty | Stranické mandáty | Stranické mandáty | Stranické mandáty |
| Strana | Strana                        | Předseda      | Počet  | ±      | %      | Počet                       | Počet hlasů                 | %                           | Počet             | Počet hlasů       | %                 |
| ------ | ----------------------------- | ------------- | ------ | ------ | ------ | --------------------------- | --------------------------- | --------------------------- | ----------------- | ----------------- | ----------------- |
|        | Kuomintang                    | Eric Ču       | 52/113 | ▲ 14   | 46,02  | 39                          | 5 401 933                   | 45,09                       | 13                | 4 764 576         | 34,58             |
|        | Demokratická pokroková strana | Laj Čching-te | 51/113 | ▼ 10   | 45,13  | 38                          | 6 095 276                   | 39,96                       | 13                | 4 982 062         | 36,16             |
|        | Tchajwanská lidová strana     | Kche Wen-če   | 8/113  | ▲ 3    | 7,08   | -                           | 403 357                     | 2,98                        | 8                 | 3 040 615         | 22,07             |
|        | nezávislí                     | -             | 2/113  | ▼ 3    | 1,77   | 2                           | 1 069 758                   | 7,91                        | -                 | -                 | -                 |

Podrobnějších přehled stranických mandátů (34) a výsledky volby na základě druhého hlasovacího lístku:
| Pořadí | Zkratka | Strana                                        | Počet hlasů | Procent | Počet mandátů |
| ------ | ------- | --------------------------------------------- | ----------- | ------- | ------------- |
| 1      | DPP     | Demokratická pokroková strana                 | 4 982 062   | 36,16   | 13            |
| 2      | KMT     | Kuomintang                                    | 4 764 576   | 34,58   | 13            |
| 3      | TPP     | Tchajwanská lidová strana                     | 3 040 615   | 22,07   | 8             |
| 4      | NPP     | New Power Party                               | 353 670     | 2,57    | –             |
| 5      |         | Tchajwanská strana politické rovnosti Obasang | 128 613     | 0,93    | –             |
| 6      | GPT     | Tchajwanská strana zelených                   | 117 298     | 0,85    | –             |
| 7      | TSP     | Tchajwanská státotvorná strana                | 95 078      | 0,69    | –             |
| 8      | PFP     | Čchinmintang                                  | 69 817      | 0,51    | –             |
| 9      |         | MiLinguall Party                              | 44 852      | 0,33    |               |
| 10     | TSU     | Tchajwanská unie solidarity                   | 43 372      | 0,31    | –             |
| 11     | CNP     | Nová strana                                   | 40 429      | 0,29    | –             |
| 12     |         | Strana soudní reformy                         | 37 755      | 0,27    | –             |
| 13     |         | Institucionální ostrov záchrany světa         | 19 691      | 0,14    | –             |
| 14     |         | Unionistická strana                           | 18 425      | 0,13    | –             |
| 15     |         | Strana lidové unie                            | 11 746      | 0,09    | –             |
| 16     |         | Tchajwanská strana obnovy                     | 10 303      | 0,07    | –             |